# Cleora sublunaria
Cleora sublunaria là một loài bướm đêm trong họ Geometridae.